# Квиты (Козельщинский район)

Квиты (укр. Квіти) — село,
Козельщинский поселковый совет,
Козельщинский район,
Полтавская область,
Украина.
Код КОАТУУ — 5322055102. Население по переписи 2001 года составляло 41 человек.

## Географическое положение
Село Квиты находится на правом берегу пересыхающей реки Рудька,
выше по течению на расстоянии в 2,5 км расположено село Анновка,
ниже по течению на расстоянии в 3 км расположено село Омельничье.

## История
До 1945 года Демидовка
Село указано на трехверстовке Полтавской области. Военно-топографическая карта.1869 года как хутор Новоселец